# Zatōichi (film 2003)
Zatōichi (座頭市?, Zatōichi) è un film del 2003 diretto da Takeshi Kitano.
Si tratta di uno jidai-geki, ovvero un film storico in costume tipico della cinematografia giapponese.

## Trama
XIX secolo, Giappone. Ichi è un massaggiatore cieco che vaga di paese in paese, cercando impiego saltuariamente (nel Giappone feudale i massaggiatori ed i suonatori non vedenti erano molto comuni) per mantenersi il vitto e l'alloggio. Fin dalle prime scene, però, in cui l'uomo subisce un agguato, da cui esce indenne, è chiaro che egli non è esattamente chi dice di essere: costui infatti è Zatoichi, un Ronin con la fama di essere invincibile, la cui abilità con la katana non ha eguali malgrado il suo handicap; la sua spada dalla lama dritta a doppio taglio (differentemente dalle altre katane) è sapientemente celata in un bastone. Giunto in un piccolo paese, viene ospitato dall'anziana contadina O-Ume, che gli racconta i problemi che affliggono il piccolo villaggio: due bande criminali si contendono il possesso del paese, ed entrambe le fazioni costringono i poveri contadini a pagare la protezione, pena percosse ed atti vandalici. Una delle due bande possiede anche una casa da gioco: è lì che lo sciagurato nipote di O-Ume, Shinkichi, passa le giornate, perdendo il poco che ha. Nel paese giungono anche O-Sei e O-Kinu, due misteriose geishe assassine dal passato misterioso, ed Hattori Gennosuke, un abile samurai, disonorato in passato in un duello e divenuto quindi un Ronin; costui, in cerca di lavoro, ha al seguito la propria moglie O-Shino, gravemente ammalata. Tutte le storie di questi personaggi, così diversi tra loro, si incroceranno con quella di Ichi, che cercherà di aiutare ognuno di loro come meglio può.

## Produzione
Il film è stato girato in Giappone nella prefettura di Hiroshima. Gli effetti splatter sono volutamente fatti con una computer grafica che salta subito all'occhio per ridurre l'impatto delle scene sugli spettatori; secondo Kitano gli schizzi di sangue dovevano sembrare come tanti petali di rose liberati a raffica nell'aria.

## Colonna sonora
Per la colonna sonora Kitano abbandona, dopo sette film, il compositore Joe Hisaishi, affidandosi al meno conosciuto Keiichi Suzuki.

## Distribuzione
Il film è stato proiettato per la prima volta in Italia il 2 settembre 2003 durante il Festival del cinema di Venezia, in cui è stato in gara. In Giappone esce il 6 settembre 2003, mentre nelle sale italiane arriva il 14 novembre 2003.

## Accoglienza
Il film si è rivelato il più grande successo al botteghino di Kitano in tutto il mondo e negli USA, incassando un milione di dollari in America e 32 milioni in tutto il mondo, di cui un altro milione in Italia.

## Riconoscimenti
- Mostra del Cinema di Venezia 2003: Leone d'argento
- Sitges: Miglior film
- Festival international du film de Marrakech 2003 Premio Miglior Regista